# Franco Berdini
Franco Berdini (Roma, 22 giugno 1941 – Roma, 23 ottobre 2011) è stato un pittore e scultore italiano.

## Biografia
Nacque da una famiglia medio-borghese: il padre aveva ereditato una piccola impresa familiare e la madre gestiva un ristorante di cucina emiliana a Roma. Sin dalla prima giovinezza mostrò i segni di uno spiccato senso artistico e una passione per l'arte. Il desiderio di diventare un artista non trovò però il favore dei genitori, che lo volevano piuttosto ragioniere o impiegato di banca, mestieri questi molto più redditizi e sicuri. Fu il nonno paterno che lo aiutò e lo sostenne, credendo nel talento del nipote.
Seguirono così anni di studio e di creazione; nel 1962 conseguì il diploma all'Istituto d'Arte di Roma e successivamente frequentò l'Accademia di Belle Arti di Roma.
La grande opportunità per il giovanissimo artista si presentò nel 1966, con il suo trasferimento a New York dove espose alla Galleria Madison Park le sue prime opere informali create con una materia iridescente sulla quale impresse tracce di conchiglie e spirali, quasi a rappresentare il suolo lunare.
Nel 1970, il critico d'arte Lorenza Trucchi presentò Berdini a Irene Brin e Gaspero Del Corso, direttori della Galleria L'Obelisco di Roma, con cui si instaurò un sodalizio durato quattro anni. La mostra del 1971 evidenziò un ritorno dell'artista alla sua vecchia passione per la grafica e, come un monaco certosino alle prese con il pennino e l'inchiostro, si dedicò ad una serie di disegni geometrici di cui scrisse il critico d'arte e poeta Emilio Villa; nel 1974, al Centro d'Arte Settimiano di Roma, espose le Proietti-V-azioni, sculture-prototipo in acciaio, piramidi esagonali, prismi triangolari e parallelepipedi, apribili meccanicamente e variamente fruibili, presentate in catalogo dal critico Filiberto Menna.
Dal 1970 al 1992 fu titolare della Cattedra di Tecniche dell'Incisione all'Accademia di belle arti dell'Aquila e successivamente ricoprì lo stesso incarico all'Accademia di Belle Arti di Roma fino al 2007.
Nel 1978 iniziò una lunga ricerca sul Rinascimento e studiò in particolare i segreti dell'arte di Leonardo da Vinci: astrologia, alchimia, esoterismo, cabala, numerologia vennero raccolti in un saggio dal titolo Magia e Astrologia nel Cenacolo di Leonardo pubblicato nel 1982. Leonardo divenne così l'incentivo culturale per una ricerca artistica che ritornò spesso nell'opera di Berdini.
Nello stesso anno espose, alla Galleria Editalia, trenta sculture-ritratto denominate Astrolografie. Si trattava di sculture in perspex dove il disegno del tema natale astrologico di personaggi celebri come Petrarca, Jung, Freud, veniva proiettato dal piano orizzontale a quello verticale. Il materiale usato, il perspex, inciso e dipinto, rimandava a giochi di trasparenze, di pieni e di vuoti, catturando immagini molteplici e confondendo i punti di vista. 
Artista completo, si dedicò anche al teatro, e nel 1984 sotto la regia del fratello Alessandro Berdini, curò le scenografie di Lancillotto e Ginevra al teatro La Piramide di Roma.
Nel 1986, il critico Arturo Schwarz invitò l'artista con due Astrolografie di Leonardo da Vinci e di Beethoven ed un grande disegno a china su carta, Filosofia Segreta, alla XLII Esposizione Internazionale d'Arte della Biennale di Venezia dal titolo "Arte e alchimia", diretta da Maurizio Calvesi. Nel 1988, assieme al pittore Novelli e allo scultore Umberto Mastroianni, partecipò alla III Biennale Internazionale del Cairo, vincendo il I premio internazionale per la scultura.
In occasione dell'Octobre Lyonnais d'Art Contemporain, nel 1989 fu invitato dall'Istituto Italiano di Cultura a Lione per una mostra personale di oltre 100 opere, dal titolo Enigmi. Contemporaneamente venne pubblicato, dopo altri quattro anni di ricerca, il secondo saggio su Leonardo da Vinci, La Gioconda chi è, con prefazione di Franco Cardini: un itinerario ricco di rimandi astrologici che accompagna il lettore alla scoperta della figura enigmatica della Gioconda.
Nel 1991 iniziò una collaborazione artistica con la Galleria Anna D'Ascanio; la mostra Irrgarten, che venne in seguito presentata anche a Lione e al Palaexpo di Ginevra, aveva come tema ispiratore il labirinto, scolpito ed inciso su pietra bianca e marmo nero del Belgio. Nel 1993 l'artista firmò le scene per la trasmissione televisiva I.T.- Incontri Televisivi, condotta da Mino Damato, in collaborazione con Vittorio Storaro che curò l'ideazione fotografica.
Dal 1992 al 2000 realizzò più di 15 pannelli artistici in plexiglas di grande formato, risultati vincitori di Concorsi Nazionali d'Arte per l'abbellimento artistico di edifici pubblici, tra i quali: la Casa Circondariale di Velletri (RM), la Caserma di Acquaviva delle Fonti (BA), la Nuova Casa Circondariale di Civitavecchia (RM), la Nuova Casa Circondariale di Siracusa, la Capitaneria di Porto di Soverato (CZ) e la Sala Udienze del Tribunale di Caltanissetta.
La sua infaticabile "energia artistica" si espresse in innumerevoli modi. La passione per l'arte culinaria, che aveva origini lontane in Franco Berdini, divenne un veicolo per creare nuove opere d'arte. Nel 2001 fu invitato, in qualità di storico d'arte, al programma A tavola con l'arte per il canale RaiSat - Gambero Rosso Channel, durante il quale commentò le opere con soggetti gastronomici di grandi artisti del passato, cucinati in studio dal famoso chef Igles Corelli. Nel 2003 realizzò, negli spazi della Galleria Soligo di Roma, un grande quadro a base di couscous e spezie colorate, servendolo poi ai suoi invitati: un'opera unica che andava gustata con gli occhi e con la bocca. Per la rivista Art e Dossier, curò la rubrica Il pranzo di Babette, composta da diversi articoli dedicati a quei dipinti che hanno come soggetto il cibo, la cucina e le bandigioni.
Quest'ultimo periodo fu però segnato dalla scoperta della sua malattia e dalla conseguente rinuncia ad usare qualsiasi tipo di colore o vernice per non compromettere ulteriormente il suo delicato stato di salute. Senza perdersi d'animo, sperimentò altre modalità e altri mezzi di espressione, valorizzando la sua ricerca artistica con delle vere e proprie performance culinarie.
Nel 2007 mise in scena, in collaborazione con i suoi studenti, nel cortile dell'Accademia di Belle Arti di Roma, Na' Svojatura, una rappresentazione veristica di una Roma che cambia, perdendo il contatto con i suoi usi e costumi, sottomessa alla legge dei fast food. Berdini ne curò, non soltanto la regia, la scenografia e la sceneggiatura, ma selezionò anche il cast di attori, cantanti, ballerini e giocolieri, attingendo direttamente da artisti di strada. Questa fu l'occasione per dire, a modo suo, addio ai suoi amati studenti e all'insegnamento in Accademia che si concludeva così dopo tanti anni.
Negli anni che seguirono, numerosi furono i suoi viaggi in India, terra da sempre amata, dove trovò, nella parola e nel fotogramma, un nuovo modo di espressione artistica. Definiva sé stesso "un operaio qualificato dell'arte"... "l'ordine delle cose soffoca la spontaneità, quello che io reputo importante è l'opera, l'atto creativo, la naturalezza dell'azione e l'autenticità del sentimento". 
Nel 2008, per la mostra Un libro in maschera curata dal critico d'arte Gioia Mori, espose nove Codices: libri di carta pesante dipinti e incisi, al cui interno l'artista inserì un mondo fatto di labirinti, di oggetti, di ricordi di viaggio. Nel 2010 partecipò alla sua ultima mostra Quadratonomade - 100% periferia con un'opera spedita dall'India e destinata a una periferia romana: una scatola-lettera con ceralacca rossa e francobolli indiani, in cui si racchiudono i ricordi di una conversazione davanti al mare, sorseggiando un tè con la persona amata.
Nell'aprile del 2011 le sue condizioni di salute si aggravarono e, trasferitosi nella campagna a nord di Roma, si ritirò dal "palcoscenico della vita" - come lui amava definirlo - il 23 ottobre del 2011. Oltre alle tele, ai disegni, alle incisioni, alle sculture in perspex, rimangono di lui una serie di scritti inediti e la sua ultima fatica Nel Dio dalla pelle azzurra, documentario girato in India di cui curò personalmente fotografia e regia.

## Franco Berdini nei musei
- MAGI '900 di Pieve di Cento (BO)

## Pubblicazioni
- 1982 Magia e astrologia nel Cenacolo di Leonardo, presentazione di Giulio Carlo Argan, con un saggio critico di Francesco Mei, Editalia, Roma ISBN 88-7060-021-1
- 1984 Lo Zodiaco nascosto di Leonardo, Abstracta, nº3
- 1989 La Gioconda chi è, presentazione di Franco Cardini, Tomo Edizioni, Roma ISBN 88-7151-000-3
- 2004 Cous-Cous Maghreb, B&D Edizioni, Roma